# Matijs Jansen
Pour les articles homonymes, voir Jansen.
Matijs Jansen, né le 6 janvier 1976 à La Haye,, est un acteur néerlandais.

## Filmographie

### Cinéma et téléfilms
- 1990 : My Blue Heaven (en) : Remy
- 1991-2003 : Oppassen!!! (nl) : Richard Rik Bol
- 2001 : Costa! (nl) : Marcel
- 2002 : Ernstige delicten (nl) : Daan van der Veer
- 2006 : Maybe Sweden : Frederik
- 2006 : Juliana, prinses van oranje (nl) : Carl van Zweden
- 2006 : Boks (nl) : Casper van Wees
- 2007 : Grijpstra & de Gier (nl) : Tom Terstall
- 2008 : Tiramisu (nl) : Le cameraman
- 2008 : Deadline (nl) : Joep Witteveen
- 2009 : Vuurzee (nl) : Steef
- 2009 : De co-assistent (nl) : Eddy van Laar
- 2011 : Flikken Maastricht : Pol Meertens
- 2011 : Brommer op zee (nl) : Maarten
- 2014 : Breekbaar : Freek
- 2018 : Flikken Rotterdam (nl) : Jonas Telkamp

## Théâtre
- 2006-2007 : Platform
- 2007 : Hamlet, Het Paleis : Horatio
- 2007 : Cobain
- 2011 : Onze Paus, Wunderbaum